# Janine Delruelle
Janine, barones Delruelle (Gent, 24 april 1931 – Elsene, 18 december 2022), geboren Janine Marie Thérèse Louise Ghobert, was een Belgisch volksvertegenwoordiger, senator en rechter in het Arbitragehof.

## Levensloop
Janine Delruelle-Ghobert was de dochter van Jean Ghobert, aannemer van openbare werken, en Helena Verbaere. Ze promoveerde in 1955 tot doctor in de rechten en kandidaat in de politieke wetenschappen aan de Université libre de Bruxelles. Ze trouwde in 1957 met de ondernemer Jacques Delruelle (1930-2022), zoon van industrieel en minister Jules Delruelle. Haar schoonbroer Gérard Delruelle (1933-2019) was voorzitter van Cockerill-Sambre en politicus voor de liberale PRL.
Zijzelf werd ook politiek actief in de PRL en zetelde voor deze partij van 1981 tot 1991 in de Senaat: van 1981 tot 1987 als gecoöpteerd senator en van 1987 tot 1991 als rechtstreeks gekozen senator voor het arrondissement Luik. Van 1984 tot 1991 was ze liberaal fractieleidster. Daarna zetelde ze van 1991 tot 1992 in de Kamer van volksvertegenwoordigers. Door het toen bestaande dubbelmandaat zetelde ze van 1988 tot 1992 ook in de Waalse Gewestraad en de Franse Gemeenschapsraad. Als parlementslid kwam Delruelle regelmatig tussenbeide in dossier gelinkt aan maatschappelijke problemen. Als lid van de commissie voor Institutionele Hervormingen toonde ze ook een reële belangstelling voor de institutionele transformatie van de Belgische staat, waarbij ze een fusie tussen het Waalse Gewest en de Franse Gemeenschap verdedigde.
In december 1992 nam ze afstand van haar politieke functies toen ze werd benoemd tot rechter in het Arbitragehof, een ambt dat ze tot in 2001 bekleedde. Ze was na Irène Pétry de tweede vrouwelijke rechter aan het Grondwettelijk Hof.
Ze was van 1975 tot 1981 ook voorzitster van de Nationale Raad voor de Jeugdbescherming, van 1979 tot 1983 voorzitster van de Hoge Raad van de Werken voor Kinderwelzijn en van 1983 tot 1988 voorzitster van de Dienst voor Geboorte en Kinderwelzijn. Ook was ze ondervoorzitster van de Koning Boudewijnstichting en het Nationaal Comité voor de viering 40-60 van koning Boudewijn, bestuurder en bureaulid van de Francqui-Stichting, bestuurder-penningmeester van KINT, bestuurder van het Fonds Prins Laurent, voorzitster van het Fonds Keingiaert de Gheluvelt, bestuurder van de Stichting Biermans-Lapôtre (Belgisch studentenhuis in Parijs) en bestuurder van de Arenberg Stichting. Ze was anno 2021 nog steeds voorzitter van het Koninklijk Gesticht van Mesen.
In 1995 werd haar persoonlijke adel verleend met de persoonlijke titel van barones, parallel met haar man, Jacques Delruelle, die in de erfelijke adel werd opgenomen, met de persoonlijke titel van baron. Ze werd lid van de Raad van Adel.
Barones Delruelle overleed op 18 december 2022, 5 maanden na haar echtgenoot, op 91-jarige leeftijd.